# Džermuk
Džermuk (arménsky Ջերմուկ, transliterací J̌ermowk) je lázeňské město v Arménii. Žije zde 3 880 obyvatel (2023).

## Poloha
Džermuk leží na řece Arpě, levém přítoku Araksu. Patří do provincie Vajoc Dzor a od jejího hlavního města, Jeghegnadzoru, je vzdálen přibližně třicet kilometrů severovýchodně. Od Jerevanu, hlavního města Arménie, je vzdálen přibližně 170 kilometrů jihovýchodně.

## Dějiny
První písemná zmínka o Džermuku je až z 13. století, ale dochované zbytky pevnosti budované z kyklopského zdiva dokládají podstatně starší původ zdejšího osídlení. Ruiny místní baziliky pochází z 8. století. 
Ve středověku severozápadně od Džermuku procházela Hedvábná stezka.
Na začátku 16. století se východní Arménie dostala pod perskou nadvládu. Území Džermuku se stalo součástí Iravan Beglarbegi a později Iravanského chanátu. Období mezi 16. a 17. stoletím je považováno za nejtemnější období v historii Vajoc Dzor. Tato oblast se změnila na časté bojiště mezi osmanskými a perskými vojsky. V důsledku toho bylo zničeno mnoho významných arménských památek a prosperujících osad, populace byla násilně vysídlena. V roce 1747 se Džermuk stal součástí nově vytvořeného Nachičevanského chanátu.
Po rusko-perské válce v letech 1826-1828 se velké množství území historické Východní Arménie, včetně provincie Vajoc Dzor, stalo součástí Ruské říše. V letech 1828-1830 se mnoho arménských rodin z perských měst Salmas a Choj přestěhovalo do Džermuku. Pod ruskou vládou a s přílivem nových bohatých arménských rodin začal rychlý rozvoj a růst Džermuku. Ve 30. letech 19. století do Džermuku dorazil ruský geolog G. Voskobojnikov, který zkoumal geologické vrstvy a podzemní vody v okolí Džermuku. Jeho práce o Džermuku byly poprvé publikovány v roce 1831 a později v roce 1855, jsou to první vědecké práce napsané o tomto městě.
V 60. letech 19. století ve městě došlo k zakládání lázní a sanatorií.
V letech 1918-1920 byl Džermuk součástí krátce existující Arménské republiky. Po sovětizaci Arménie se Džermuk a jeho nejbližší okolí stalo součástí neuznané Republiky Horské Arménie, která pod vedením Garegina Nzhdeha vedla protibolševický odboj až do července 1921. Po porážce Horské Arménie se Džermuk stal součástí Arménské sovětské socialistické republiky.
V 60. letech 20. století došlo k zakládání sanatorií a lázeňských center ve městě. V lázeňském městě začal stavební boom a nový rozvoj. V 80. letech žilo ve městě již více než 9000 lidí. Po rozpadu SSSR v roce 1991 a v důsledku ekonomické krize v nezávislé Arménii se město vylidnilo během několika let na méně jak 5000 obyvatel. 

## Sport
Město se profiluje jako šachové středisko a jsou zde pořádány šachové turnaje. Také se zde připravují špičkoví arménští hráči na větší mezinárodní turnaje; například se zde připravovalo arménské družstvo pod vedením Levona Aronjana na Šachovou olympiádu v roce 2006 v Turíně, kterou následně vyhrálo.

## Ekonomika
Džermuk má potenciál se stát srdcem cestovního ruchu v Arménii.
V listopadu 2007 byla v Džermuku otevřena první část lanovky. Dvoumístná lanovka s celkovou kapacitou 200 sedadel. Vzdálenost od téměř jakéhokoliv hotelu ve městě k lanovce je max. kilometr.
V roce 2006 byla objevena ložiska zlata u hory Amulsar, 10 km od Džermuku. Licenci na těžbu zlata získala společnost Lydian International v roce 2016 byla zahájena výstavba dolu na těžbu zlata. Od října 2016 probíhají ekologické protesty proti výstavbě dolu, protože ekologové se obávají, že 100 tun kyanidu sodného, který se ročně použije na těžbu zlata, může zničit letovisko a okolní přírodu. Vláda protesty ignorovala.

## Partnerská města
- Saint-Raphaël, Francie (1997)
- Archangelsk, Rusko (2018)